# ماريا فليد
ماريا فليد (باليابانية: グレース) هي شخصية خيالية وشخصية أساسية من الأنمي الياباني الشهير جريندايزر، ماريا هي الأخت الصغرى لبطل الأنمي دوك فليد أو دايسكي وهي أميرة كوكب فليد الذي دمر على يد الشرير فيجا الكبير لكنها أستطاعت النجاة عن طريق أحد المخلصين لوالدها الملك، ماريا هي آخر عضو في فريق جريندايزر وسلاحها أسمه هو "السلاح الثاقب" والذي صنعه الدكتور أمون.